# 山本穰
山本 穰（やまもと じょう、1958年3月6日 - 2000年4月21日）は、三重県度会郡南勢町出身のプロ野球選手（捕手）。

## 来歴・人物
宇治山田商高では捕手、四番打者として活躍。1975年秋季中部大会県予選準決勝に進むが、海星高の米沢馨（クラウンライター）に完封を喫する。1976年夏の甲子園県予選でも準決勝に進むが、三重高に敗れ甲子園には届かなかった。同年のドラフト6位で広島東洋カープに入団。1982年オフに南海ホークスに移籍。一軍出場のないまま1984年に現役引退。
引退後は南海・ダイエーのブルペン捕手、スコアラーなどを歴任。工藤公康が、ブルペン捕手時代の山本について、「ピッチャーを乗せるのがうまく、山本さんに（投球を）受けてもらっていたら、どんなピッチャーでもうまくなりますよ」と語っていた（講談社現代新書「プロ野球の一流たち」より）。
2000年4月21日、内因性疾患のため逝去。満42歳没。

## 詳細情報

### 年度別打撃成績
- 一軍公式戦出場なし

### 背番号
- 48 （1977年 - 1982年）
- 44 （1983年）
- 58 （1984年）
- 66 （1985年 - 1989年）
- 113 （1990年 - 2000年）